# Jack Warner
Jack Leonard "J.L." Warner là 1 doanh nhân, nhà sản xuất phim người Mỹ gốc Canada. Ông là người sáng lập ra hãng truyền thông lớn nhất thế giới mang tên Warner Bros. Ông là Tổng giám đốc và là người đã lèo lái các thành công của tập đoàn Warner Brothers Studios ở Hollywood, Los Angeles, California. Lịch sử phát triển của Warner Bros. dù ngắn hơn song lại hào hùng hơn bất kỳ hãng phim nào ở Hollywood.
Là người đồng điều hành của Warner Bros. Studios, ông đã cùng với người em là Sam Warner giải quyết vấn đề cho việc quay các bộ phim đầu tiên. Sau khi Sam chết, Jack xảy ra xung đột với các anh mình là Harry và Albert Warner. Ông trở thành người điều hành duy nhất cho hãng phim từ những năm 1950, sau khi ông bí mật mua gom các cổ phiếu của hãng.
Mặc dù Warner đã từng làm nhiều nhân viên hoảng sợ và tính khi thất thường của ông cũng làm phát sinh ra vô số chuyện bi hài, ông vẫn được thừa nhận là một người đầy năng lực và có trí tuệ siêu phàm Ông đã tuyển dụng và thuê được nhiều ngôi sao hàng đầu cho Warner Bros. và làm cho trường quay này trở nên một trường quay tên tuổi. Nổi tiếng là người ra quyết định nhanh, Warner từng khẳng đinh: "Nếu tôi luôn nắm trên 51% cổ phần, tôi đảm bảo sẽ luôn đứng đầu".
Trong suốt sự nghiệp của mình, ông bị coi là người hay cãi cùn và bí ẩn Ông cũng được xem là một người kiên định về chính trị, Warner khuyến khích hãng phim của mình đeo đuổi các hoạt động của Đảng Dân chủ và Tổng thống Franklin D. Roosevelt Ông nhanh chóng nhận ra các nguy cơ của chủ nghĩa fascism và chỉ trích mạnh mẽ Đức quốc xã trước khi Hoa Kỳ tham chiến vào Chiến tranh thế giới thứ Hai. Dù luôn là một người gây tranh cãi, Warner vẫn là một nhân vật đầy ảnh hưởng; thậm chí là một thế lực quan trọng trong ngành công nghiệp điện ảnh thế giới cho đến tận khi ông nghỉ hưu sớm vào những năm 1970..

## Thời niên thiếu của Warner
Jacob Warner, sau này được biết đến dưới cái tên Jack Leonard Warner (Jack L. Warner hay đơn giản là Jack Warner), sinh ra ở London, Ontario, Canada. Ông là con của 1 gia đình Do Thái , bố là Benjamin "Wonsal," một thợ giày quê ở Krasnosielc (Ba Lan), và mẹ là Pearl Leah Eichelbaum. Krasnosielc vốn là một phần của Đế chế Nga và nay thuộc Ba Lan, nhưng vẫn được biết đến dưới cái tên Russian Pale. Benjamin di cư tới Baltimore (Bang Maryland, Hoa Kỳ) vào năm 1888 và vẫn tiếp tục nghề đóng giày và sửa giày. Ông đổi họ thành Warner và về sau họ này được dùng mãi trong gia đình. Pearl và các con của họ tới Baltimore vào tháng 10 năm 1889 trên tàu hơi nước Hermann xuất phát từ Bremen, Đức. Như nhiều gia đình Do Thái di cư khác, nhiều đứa trẻ con họ đã Anh hóa và tên của chúng cũng diễn biến tương tự. Do vậy, Jacob trở thành Jack, và cậu bé tự thêm vào cái tên đệm là Leonard.
Ở Baltimore, số tiền mà người cha Benjamin Warner kiếm được từ nghề đóng và sửa từng chiếc giày đã không đủ cho gia đình chi tiêu. Ông và Pearl có thêm một con gái, là Fannie, không lâu sau khi họ di cư đến đây. Benjamin chuyển cả gia đình đến Canada, phấn khích bởi lời khuyên của một người bạn rằng ở đây có thể kiếm tiền khá dễ dàng. Sons Jacob "Jack" và David Warner đã được sinh ra ở London, Ontario. Sau hai năm "nhọc nhằn mà chẳng nên công trạng gì" ở Canada, Benjamin và Pearl Warner quay lại Baltimore, mang theo cái gia đình đã nhiều thành viên hơn của mình. Thêm hai đứa trẻ, Sadie và Milton, đã ra đời ở đây. Vào năm 1896, cả gia đình tái định cư ở Youngstown, Ohio, theo sự dẫn dắt của Harry Warner, người đã lập được một cửa hàng sửa giày ở một đô thị đang phát triển rất nhanh. Benjamin làm việc cùng con Harry ở tiềm sửa giày này cho tới khi ông đủ tiền mở một cửa hàng bán thực phẩm và tạp phẩm ở ngay trung tâm thị trấn này.
Jack Warner, với cả một thời niên thiếu ở Youngstown, tự nhận thấy rằng những kinh nghiệm mà cậu thu lượm được ở đây đã tác động mạnh đến việc hình thành tính đa cảm của bản thân. Warner viết: "J. Edgar Hoover bảo tôi rằng Youngstown vào những ngày đó là một trong những nơi khắc nghiệt nhất, và dần trở thành đất của những tội phạm mafia Sicilian hoạt động. Mỗi đêm thứ Bảy hầu như đều có một hay hai vụ giết người, dao và quả đấm sắt là những "vật bất ly thân" của nhiều thanh niên khi đi chơi lòng vòng trong thành phố." Warner còn trong một băng đảng ở ngã tư Westlake..
Trong khi đó, Warner đã bắt đầu sự nghiệp của mình với việc hát ở nhà hát của thành phố và khởi đầu vài chuyện làm ăn nhỏ Khi đang diễn tạp kỹ trong một thời gian ngắn ngủi, anh chàng đã chính thức đổi từ tên cúng cơm là Jacob Warner sang nghệ danh mới là Jack Leonard Warner. Anh trai của Jack là Sam đã phản đối sự đeo đuổi này. "Quên việc lấy tiền biểu diễn đi" Sam Warner khuyến nghị cho Jack. "Tiền nằm ở đằng sau cánh gà ấy!".

## Con đường sự nghiệp

### Khởi nghiệp
Ở Youngstown, anh em nhà Warner đã tiến hành những bước đi thăm dò đầu tiên trong ngành công nghiệp giải trí. Những năm đầu thế kỷ 20, Sam Warner đã lập ra một công ty hợp doanh và kết hợp với một người khác "tiếp quản" Old Grand Opera House (tạm dịch: Nhà hát Lớn Opera), nơi mà anh chàng không ngần ngại dùng làm địa điểm để diễn tạp kỹ và chiếu phim. Tuy nhiên, công cuộc thử nghiệm này đã thất bại và chấm dứt chỉ sau một mùa hè. Sau đó, Sam Warner bằng lòng với công việc của một người chiếu phim ở Idora Park, một công viên giải trí ở địa phương. Anh chàng này thuyết phục gia đình bỏ tiền ra mua một cái máy chiếu phim Model B Kinetoscope từ một người chiếu phim khác. Giá mua lúc đó khoảng 1.000 đôla và Jack Warner đóng góp được 150 USD có từ việc đem cầm cố một con ngựa.
Cái công ty gia đình của họ chiếu một bản phim đã qua sử dụng song còn tốt của phim The Great Train Robbery suốt vùng Ohio và Pennsylvania trước khi thuê một cửa hiệu ở New Castle, Pennsylvania. Chỗ này tạm thời được dùng thay cho rạp và được đặt tên là Bijou, với những ghế ngồi thuê từ một người chuyên kinh doanh dịch vụ lễ tang và mai táng. Jack, người lúc đó vẫn còn đang sống ở Youngstown, tới vào mỗi cuối tuần "để hát minh họa mỗi khi chuyển cảnh". Vào năm 1906, mấy anh em đã mua lại một nhà hát nhỏ ở New Castle, cái mà họ gọi là Cascade Movie Palace. Họ duy trì nhà hát này đến khi chuyển qua làm phân phối phim vào năm 1907. Cùng năm, anh em nhà Warner đã thành lập Công ty Giải trí Duquesne (Duquesne Amusement Company) ở Pittsburgh, một công ty phân phối đã sinh lời tốt đến khi một công ty khác của Thomas Edison là Motion Picture Patents Company (còn được biết đến dưới cái tên Edison Trust), ra đời và thu phí của các nhà phân phối cao quá mức có thể chịu đựng. Vào năm 1909, Harry đồng ý đưa Jack tham gia vào việc kinh doanh của gia đình; anh đưa người em này tới Norfolk, Virginia, nơi Jack phụ giúp cho Sam trong việc điều hành các hoạt động của công ty trao đổi phim thứ hai. Cuối năm đó, anh em nhà Warner bán công ty gia đình cho General Film Company để lấy "10.000 USD tiền mặt, 12.000 USD cổ phiếu ưu đãi, và một khoản chi trả trị giá 52.000 USD cho cả bốn năm xây dựng công ty".

### Tạo dựng nên Warner Bros.

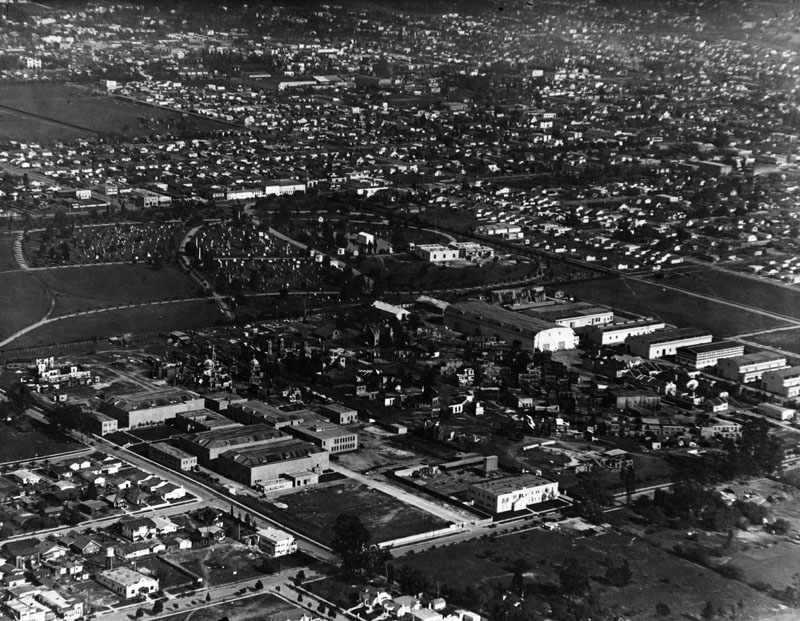
Trường quay Hollywood, 1922

Anh em nhà Warner tiến hành hùn vốn và chuyển qua sản xuất phim từ năm 1910. Sau đó, vào năm 1912, họ bắt đầu hỗ trợ các nhà làm phim ở hãng Independent Motion Picture Company của Carl Laemmle, vốn đang dám đứng ra thách thức sự độc quyền của Edison Trust. Cùng năm, Jack Warner làm công việc dựng phim ở New York, nơi anh hỗ trọ cho người anh Sam để sản xuất bộ phim Dante's Inferno. Mặc dù thành công ở các rạp chiếu phim, Harry Warner vẫn ngần ngại những rủi ro kinh doanh mà Edison Trust đang hiện hữu có thể đem lại. Sau đó anh đã chấm dứt việc làm ăn với Laemmle và chuyển Jack sang việc lập một công ty chuyên trao đổi phim ở San Francisco, trong khi Sam cũng làm công việc tương tự ở Los Angeles. Anh em nhà Warner đã rất dũng cảm trong việc khai phá thị trường điện ảnh. In 1917, Jack đã được cử tới Los Angeles để lập thêm một công ty trao đổi phim nữa. Cơ hội để họ được làm một bộ phim đầu tiên đã đến vào năm 1918, khi họ mua bản quyền phim My Four Years in Germany, dựa trên một cuốn tiểu thuyết bán chạy về vai trò của nước Đức trong Chiến tranh (Thế giới thứ Nhất). Bộ phim hứa hẹn thành công cả về thương mại và tiếng tăm, và cả bốn anh em có thể thành lập một trường quay ở Hollywood, California. Tại trường quay mới ở Hollywood, Jack trở thành đồng giám đốc sản xuất cùng anh trai Sam. Trong khả năng của mình, cả hai anh em đã đảm bảo cho thành công của các nhân tố để có một bộ phim thành công như kịch bản, sản xuất, hiệu quả của phim...
Tiếp nối thành công của phim My Four Years in Germany, Warner Bros. đã sản xuất một series phim có tựa đề The Tiger's Claw vào năm 1919. Tuy nhiên, cũng năm đó, hãng dã không thành công lắm với việc lăng-xê phim Open Your Eyes. Thời kỳ này, hãng chỉ gặt hái được chút ít lợi nhuận và vào năm 1920, anh em nhà Warners đã phải đi mượn tiền ngân hàng để trả nợ. Sau đó, họ đã di chuyển studio của mình từ Culver City, California, tới Hollywood, nơi họ đã mua một diện tích đất ở ngay Sunset Boulevard và Bronson Avenue. Nhưng việc chuyển chỗ và nâng cấp tiện nghi cũng chẳng cải thiện được hình ảnh của họ, và hãng vẫn phải duy trì nguồn sống từ những thứ phim kịch rẻ tiền.